# Публий Валерий Комазон
Публий Валерий Комазон Евтихиан (на латински: Publius Valerius Comazon Eutychianus; † 222) e политик, сенатор и преториански префект на Римската империя през началото на 3 век.

## Политическа кариера
При император Комод служи в Тракия като обикновен войник, където заповядва по-късно убийството на управителя на провинцията Тиберий Клавдий Атал Патеркулиан. Като привърженик на император Септимий Север се издига през 218 г. като легионски префект на II Партски легион в Сирия. Там организира заедно с Gannys, възпитателя на Елагабал, и III Галски легион, бунта против император Макрин, убива го и поставя Елагабал на трона. За тази му постъпка той е издигнат в рицарското съсловие и направен през 219 г. преториански префект, освен това получава и consularia ornamenta.
През 220 г. Комазон е консул заедно с император Елагабал. След една година е за втори път преториански префект. По времето на император Александър Север той става за трети път преториански префект. Той е три пъти Praefectus urbi на Рим през 220, 221 и 222 г.